# Parafia greckokatolicka Świętych Cyryla i Metodego w Międzyrzeczu
Parafia greckokatolicka pw. Świętych Cyryla i Metodego w Międzyrzeczu – parafia greckokatolicka w Międzyrzeczu. Parafia należy do eparchii wrocławsko-koszalińskiej i znajduje się na terenie dekanatu zielonogórskiego.

## Historia parafii
Parafia Greckokatolicka pw. Świętych Cyryla i Metodego w Międzyrzeczu funkcjonuje od 1958 r., księgi metrykalne są prowadzone od roku 1958.

## Świątynia parafialna
Cerkiew greckokatolicka znajduje się w Międzyrzeczu przy ulicy Księdza Ściegiennego 4.